# 鳥越彦三郎
鳥越 彦三郎（とりごえ ひこさぶろう、生年不明 - 1942年〈昭和17年〉2月20日）は、福岡県吉井町の商人（米穀商）。鳥越製粉創業者。ジャーナリスト鳥越俊太郎の曽祖父。

## 人物
福岡県浮羽郡吉井町（現・うきは市）出身。実父は鳥越半助。鳥越家は江戸の末期くらいから米を脱穀する仕事をやっていた。裕福な家庭の二男坊として何不自由なく育つ。
1877年、父から独立を言い渡される。徴兵強化の風評は高まっていたが、一家の嗣子、長男だけは兵役を猶予されるので、父は彦三郎を身内の鳥越順作の養嗣子として入籍させた。
1877年、吉井町で米穀・日用雑貨取扱業を創業。大地主である鳥越家の斜め向かい50坪の場所で米を量り売りする米穀商店を始めた。大地主の鳥越家には昭和の農地改革まで年4000から7000俵もの米が上納米として入ってきていて、それをいくつかの米屋に卸していたが、そのうちの一軒がこの米穀商店だった。「鳥越彦三郎商店」と称した。
彦三郎は町中にある水車を巧みに利用し、精米した米を造り酒屋に卸し、店を大きくしていった。1935年、株式会社鳥越商店（現・鳥越製粉）を設立、息子の繁が社長となり、彦三郎は取締役となった。1940年、家業が米穀商から製粉・精麦業に転換したのを見届けて1942年に亡くなった。

## 家族・親族
鳥越家
- 実父・半助[2]
- 養父・順作[2]
- 妻・キク（のち通称ミヨノ[2]） - 1887年、彦三郎は27歳の頃に手島キクと結婚した[2]。
- 長男・繁[2][注 2]（1889年 - ?、米穀商[8]、鳥越商店社長）
- 孫
  - 繁喜[5][6]（1914年 - 2007年） - 鳥越繁の長男[2]。
  - 俊雄[5][6]（1916年 - 1990年） - 鳥越繁の二男[2]。
- 曾孫・俊太郎[5][6]（1940年 - ）